# Лађевци (Скрадин)
Лађевци су насељено мјесто у Далмацији. Припадају граду Скрадину, у Шибенско-книнској жупанији, Република Хрватска.

## Географија
Налазе се око 18 км сјеверозападно од Скрадина. У близини насеља пролази ауто-пут Загреб-Сплит.

## Историја
До територијалне реорганизације у Хрватској насеље се налазило у саставу бивше велике општине Шибеник. Лађевци су се од распада Југославије до августа 1995. године налазили у Републици Српској Крајини.

## Становништво
Према попису из 1991. године, насеље Лађевци је имало 181 становника. Према попису становништва из 2001. године, Лађевци су имали 127 становника. Лађевци су према попису становништва из 2011. године имали 112 становника.
| Демографија | Демографија | Демографија |
| Година      | Становника  | Становника  |
| ----------- | ----------- | ----------- |
| 1961.       | 207         |             |
| 1971.       | 195         |             |
| 1981.       | 180         |             |
| 1991.       | 181         |             |
| 2001.       | 127         |             |
| 2011.       |             | 112         |